# Panzer VI (Tiger I)
Tiger I ili Panzer VI Tiger je bio njemački teški tenk u Drugom svjetskom ratu. Proizvodio se od 1942. do kraja 1944. godine, a u uporabi je bio sve do kraja rata. Nadimak "Tiger" mu je dodijelio Ferdinand Porsche, a numeričku oznaku "I" je dobio nakon pojave Tigera II.
Tiger I je nastao poslije Operacije Barbarossa i njemačkog napada na Sovjetski savez. U to vrijeme su se pojavili novi sovjetski tenkovi, srednji tenk T-34 i teški tenk KV-1. Kako su se Panzer III i Panzer IV teško nosili s novim sovjetskim tenkovima, javila se potreba za novim tenkom, koji bi bez problema uništavao sovjetske. Protiv sovjetskih tenkova veoma učinkovit se pokazao protutenkovski top kalibra 88 mm. Odlučeno je da se projektira novi tenk, jači od svih dosadašnjih njemačkih Panzera, a da se u njegovu kupolu ugradi top od 88 mm.
Tiger I je bio gotovo na svim bojištima i činio je osnovicu njemačkih protuoklopnih snaga kao najjači tenk, sve do pojave njegovog nasljednika, Tigera II. Međutim, pratili su ga mnogi problemi, osobito s pouzdanošću mehanike. Pokretao ga je preslab motor, koji se zbog toga često kvario. Proizvodnja je bila skupa i komplicirana, a velike probleme je zadavala i njegova velika težina. Do završetka proizvodnje napravljeno je oko 1355 primjeraka tog tenka.

## Razvoj

### Ideja o koncepciji
Njemačka doktrina prije Drugog svjetskog rata nije u potpunosti odredila parametre kojima se određuje je li tenk laki, srednji ili teški. Ovaj nedostatak točno određenih namjena tenka različitih kategorija je rezultat mišljenja da tenk kao oružani sustav ne može djelovati u mješovitim vojnim postrojbama, nego samo kao zasebna postrojba. U to vrijeme se još nije shvaćala razlika u korištenju različitih vrsta tenkova za različite namjene. S vremenom i daljnjim razvojem tenkova i njegove primjene na bojištu pojavljuju se prva mišljenja i teorije o uporabi svakog roda tenka za različite borbene zadaće. Isti koncept se pojavio i u drugim zemljama kao što su SAD, Ujedinjeno Kraljevstvo i SSSR.
Tako je bilo opće prihvaćeno da laki tenk služi za potrebe izviđanja i izravnog djelovanja zajedno s pješaštvom. Takvo borbeno djelovanje zahtijeva veliku pokretljivost, ali ne i debeli oklop. Srednje teški tenkovi su uporabljeni u gotovo svim vrstama borbenog djelovanja. Tako su srednje teški tenkovi bili mješavina solidne pokretljivosti, dobre oklopljenosti i relativno velike vatrene moći. Kako bi što bolje obavljali svoje zadaće, srednji tenkovi su morali biti brzi i imati visoku razinu mehaničke pouzdanosti.
Po toj istoj teoriji, teški tenkovi su bili kao vatrena potpora pješaštu i topništvu, ali je glavna zadaća teških tenkova bila razbiti neprijateljsku obranu i probiti liniju. Nakon proboja, uslijedili bi srednje teški tenkovi koji bi iskoristili proboj i nadjačali protivnika. No, ovakva klasifikacija je podrazumijevala da su se laki i srednji tenkovi mogli prilagoditi zadaćama ovog drugog i zajedno djelovati, ali ovakvo nešto nije bilo moguće i s teškim tenkovima. Jedan od razloga je taj što su teški tenkovi bili relativno spori i slabo pokretni (osobito preko mostova) i nisu imali dovoljnu autonomiju. Na taj način su teški tenkovi teško pratili djelovanja srednjih i lakih tenkova, koji su puno brže napredovali na bojištu. Teški tenkovi su svojim jakim oklopom i topom velikog kalibra osiguravali nadmoć na bojištu. U tom smislu su bili nezamjenjivi.
Godine 1927. Heinz Guderian je opisao način djelovanja i taktiku koja je usmjerila Nijemce na razmišljanje kako najbolje upotrijebiti oklopnu formaciju u budućim oružanim sukobima. Zadaća teškog tenka je bila napraviti proboj u obrani i prvi cilj nakon toga je bio uništiti neprijateljske protutenkovske topove. Nakon toga, cilj teškog tenka bio bi uništavanje neprijateljskog topništva, ali Guderian je točno predvidio da bi probijanje linije natjeralo neprijatelja da pošalje svoje oklopne pričuve u protunapad. Naglasio je kako će najteži protivnik tenku biti drugi tenk, pa bi zbog toga oklopne snage u napadu trebale biti sposobne odbiti protunapad i natjerati neprijatelja na povlačenje. U suprotnom, proboj linije bio bi neuspješan.
Njemačka doktrina se u tom vremenu fokusirala uglavnom na napad. Razvojem sve težih i jačih tenkova na zapadu, ali i u SSSR-u (npr. T-34 i KV-1) razvila se potreba za jakim teškim tenkom koji bi osigurao dominaciju nad ostalim tenkovima na bojištu. Iz tog razloga, počeo je razvoj teškog tenka Tiger. S vremenom, kako su se vojni uspjesi okrenuli protiv Njemačke, doktrina je bila da se oklopne snage drže u pozadini kako bi u slučaju proboja njemačke linije bile spremne izvesti uspješan protunapad. Tako je glavna uloga Tigera u napadu i obrani bila uništavanje neprijateljskih tenkova.

### Razvoj
Usprkos odluci da Panzer III i Panzer IV uđu u masovnu proizvodnju i saznanju da će ta dva tenka zasigurno biti dovoljni za buduće borbe i danji tijek ratovanja, njemački generalni stožer je 1937. odlučio da im je potreban još teži tenk. Postavljeni su uvjeti da novi tenk mora biti teži od 30 tona i da mora biti probojni tenk koji bi predvodio napade oklopnih jedinica. Projekt nije imao veliki značaj do 1941. kada su njemački časnici shvatili da su Panzer III i Panzer IV manje uspješni nego što se očekivalo protiv teško naoružanih francuskih i britanskih tenkova 1940. godine. Ova činjenica je u potpunosti potvrđena pojavom sovjetskih tenkova T-34 i KV-1 1941. godine čime se ukazala potreba za teškim tenkom u čiju bi se kupolu ugradio uspješan top od 88 mm koji je bez problema uništavao takve tenkove. Zahtijevala se i visoka razina oklopne zaštite protiv sadašnjih i budućih protutenkovskih oružja. Dvije tvrtke su predložile svoje prototipove, koristeći ideje i projekte iz 1937. godine, a bile su to tvrtke Porsche i Henschel. Kupola je na oba prototipa bila ista, a projektirala ju je tvtka Krupp.
Zanimljivo je da je Adolf Hitler pokazao veliki interes za Rheinmetallov 88 mm flak 41 kao glavni top novog tenka. To je bila odluka koja je štetila interesima Kruppa, koji je projektirao kupolu u koju bi trebao ugraditi top svog najvećeg konkurenta, tvrtke Rheinmetall. Na kraju je glavni top za Tiger I bio 88mm KwK 36 L/56 zato što Porsche nikada nije zatražio Krupp za kupolu s otvorom promjera 200 cm (potrebna za ugradnju topa 88mm Flak 41), nego je naručio proizvodnju 6 kupola s otvorom promjera 190 cm za ugradnju topa 88mm KwK 36 L/56. Nakon što je proizvodnja kupole pokrenuta, bilo je nemoguće u premali otvor kupole ugraditi Rheinmetallov top.
Službeni prototip tvrtke Porsche iz 5. ožujka 1942. bio je Panzer VI (oznaka VK 45.01 P) Ausfürung P. Oznaka inspektorata "Inspekteur der Panzertruppen (In6)" koja se koristila u testiranju i servisiranju je bila "Panzerkampfwagen VI P (88 mm) (SdKfz 181) Ausfürung P". Predložena imena bila su "Tiger (P)", "Tiger P1" ili "Porsche Tiger". Prototip tvrtke Henschel je bio brzinski napravljen i sastavljen kombinacijom komponenti koje su napravljene za prijašnje projekte teškog tenka. Henschel nije bio izravno sudjelovao u razvoju novog tenka, zato što su bili zaduženi za razvoj srednjeg tenka s prednjim oklopom debljine 80 mm. Tako je teški tenk oznake "VK 45.01(H)" dobiven 1942. godine brzim redizajnom svojeg projekta oznake "VK 36.01". Novost je bio dodatni prednji oklop koji je štitio podvozje i gusjenice, no ubrzo je taj prijedlog odbačen. Jedini prototip na kojem je ovo primijenjeno je bio Versuchsserie Tiger Nr. 'V1'.
Nakon testova koji su provedeni, na Hitlerov rođendan 20. travnja 1942. prototip tvrtke Henschel je odabran za serijsku proizvodnju. Odluka je donesena na temelju testa pokretljivosti i upravljivosti, te na činjenici da je Henschelov prototip bio puno jeftiniji i jednostavniji za proizvodnju od neobičnog Porscheovog dizajna. U vrijeme ulaska u proizvodnju i uporabu i neko vrijeme iza toga, Tiger I je bio najjači tenk u svijetu. Njegov top kalibra 88 mm, čiji se borbeni komplet sastojao od 92 granate bio je jednostavno zastrašujuć, a oklop je osiguravao da ga niti jedan pogodak u prednji dio tenka ne probije. Bio je toliko dobar i učinkovit da su saveznici morali razviti posebnu taktiku kako bi se mogli nositi s njim.

### Serijska proizvodnja
Serijska proizvodnja je počela sporo u kolovozu 1942. godine. Henschel i Wegmann su proizveli samo 1 355 Tigera do kolovoza 1944. (broj šasije od 250001 do 252346). Wegmann je proizvodio kupolu, a Henschel tijelo tenka i sklapao cjelokupan tenk. Proizvodnja Tigera I bila je na vrhuncu u travnju 1944. kada je proizvedeno 105 tenkova. Razlog relativno malog broja proizvedenih Tigera je bila njegova cijena. Jedan Tiger je 1943. prodan Japanu, ali zbog rata nikada nije dostavljen, pa je bio iznajmljen njemačkoj vojsci. Tri Tigera su prodana Mađarskoj u srpnju 1944. godine. Po nekim izvorima i Španjolska je bila zainteresirana za Tigera, ali nikakva prodaja nije bila realizirana.
Prvih 250 primjeraka je bilo pogonjeno s 12-cilindričnim motorom Maybach HL 210 P45 snage 650 KS. Zbog poboljšanja performansi u ostale Tigere od svibnja 1943. je ugrađen 12-cilindrični Maybach HL 230 P45 sa 700 KS. Prvih petstotinjak primjeraka je bilo opremljeno s disalicom koja im je omogućavala da prijeđu vodenu zapreku dubine 4-5 metara u 2,5 sati. Kasniji modeli nisu imali ugrađenu disalicu i mogli su prijeći vodenu prepreku dubine 1,3 metra. Modeli proizvedeni od studenog 1942. do kolovoza 1943. su bili opremljeni sa sustavom za zračno filtriranje "Feifel".
Tijekom proizvodnje, Tiger je mijenjan i poboljšavan gotovo svaki mjesec. Vozačev dvogled (TZF 9b) na ranijim modelima nalazio se na oklopu topa. U kasnijim modelima je zamijenjen s jednogledom (TZF 9c). Dva prednja svjetla Bosch na ranijim modelima su zamijenjena s jednim montiranim u sredinu na kasnijim modelima. Od veljače 1944. na Tiger su se postavljali isti osovinski kotači kakvi su bili na tenkovima Tiger II i Panther II.
Posada se sastojala od 5 članova: zapovjednika, topnika, punitelja, radio operatera i vozača. Unutrašnjost tenka je bila podijeljena u 4 odjeljka: vozačev odjeljak, topnikov/radio operaterov odjeljak, borbeni odjeljak (kupola) i odjeljak za motor.

## Oklop
Tijelo Tigera I je bilo jednostavno zavareno, s jednodijelnom strukturom koja je zavarena na krov. Debljina oklopa sprijeda bila je 100 mm, na bočnim stranama 80 mm i na krovnoj površini 26 mm. Kako bi se olakšala i ubrzala proizvodnja, svi oblici na tijelu tenka su bili jednostavno izvedeni. Kupola je također bila jednostavna, a bočne plohe su bile gotovo uspravne. Izgled kupole je još uvijek čudna činjenica Henschelrovih inženjera koji su ustvari napravili kupolu kvadratnog oblika. Nagnuti oklop na Tigeru je bio prednji dio tijela, gornja prednja ploča s montiranom strojnicom i prozorom za vozača, koji je postavljen pod okomitim kutom od 81o. Okomito postavljen oklop je bio dovoljno masivan i žilav da se odupre proboju. Oklop uz top (mantleta) je bio debljine 120 mm i nosio je dugačak i težak top kalibra 88 mm. Debljina oklopa na bočnim i na zadnjoj strani je bila 80 mm. Od ožujka 1944. debljina oklopa krovne ploče je povećana s 25 mm na 40 mm radi bolje zaštite od topničkih granata velikog kalibra.
Prema nekim izvorima i navodima, Tigerov oklop je bio otporan na paljbu iz većine tadašnjih tenkovskih topova koji ispaljuju normalne probojne granate ili na pogotke s udaljenosti od 800 i više metara. To je značilo da su američki 75 milimetarski i sovjetski 76 milimetarski topovi imali malu učinkovitost u probijanju Tigerovog oklopa. Tako su američki M4 Shermani i britanski Churchill i Cromwell tenkovi bili inferiorni Tigeru I. Pojavom poboljšane inačice M4 Shermana u koji je ugrađen novi britanski top, nazvanom Sherman Firefly saveznici su dobili tenk koji se mogao nositi s njemačkom uzdanicom. Problem je bio, što je do 23. lipnja 1944. u Francusku stiglo samo 109 Shermana Firefly. Do kraja rata 5. svibnja 1945., njihov broj se povećao na 1235.
Oklop Tigera nije bio dovoljno kos, ali je bio velike debljine. Lijevane homogene nikalno-čelične ploče elektrolučno zavarene zajedno su činile oklop tenka. Imale su indeks tvrdoće po Brinellu oko 255-280 (najveća tvrdoća homogenog oklopa naspram debljini oklopa Tigera I) i strogu kontrolu kvalitete tijekom proizvodnje koja je osiguravala da kvaliteta oklopa ostane približno ista. Prema nekim navodima i nagađanjima, kasniji su modeli tenka imali lošiji oklop zbog manjka sirovina za proizvodnju, pa su se miješali razni metali kako bi se drugim sirovinama nadomjestio manjak one koje nema. Usprkos svemu, ovi navodi nikada nisu u potpunosti dokazani.
Britanci su proveli testiranje oklopne zaštite Tigera na kojeg su ispaljeni projektili iz topova različitog kalibra i s različite udaljenosti. Testovi su napravljeni u Tunisu, 19. svibnja 1943. godine. Pokazali su da je otpornost Tigerovog oklopa značajno veća od britanskog kvalitetnog oklopa. Oklop na bočnim stranicama debljine 82 mm (najmanja debljina morala je biti 80 mm) imao je otpornost koja odgovara britanskom oklopu debljine 92 mm. Nadalje, malo kasnije, u izvješću je navedeno da oklopne ploče, ne računajući onu na krovnom dijelu tijela, nisu pokazale nikakvu sklonost lomljivosti i ponašanje tih ploča ustvari nije bilo drugačije u odnosu na britanski oklop.
|                           | Norminirana debljina oklopa | Tvrdoća po Brinellu | Vodoravni kut oklopa |
| ------------------------- | --------------------------- | ------------------- | -------------------- |
| Krov kupole               | 25 mm                       | 290                 | 0o - 9o              |
| Krov tijela               | 25 mm                       | 335                 | 0o                   |
| Prednja donja ploča       | 60 mm                       | 265                 | 10o                  |
| Bočne strane tijela       | 60 mm                       | 265                 | 90o                  |
| Bočne strane kupole       | 80 mm                       | 265                 | 90o                  |
| Nadgradnja                | 80 mm                       | 255-260             | 90o                  |
| Kraj tijela               | 80 mm                       | 255                 | 81o                  |
| Tijelo sprijeda           | 100 mm                      | 265                 | 80o                  |
| Oklop topa (eng. mantlet) | 100–200 mm                  | 280                 | 90o                  |

- Napomena: Mjereno na tenku broja šasije Nbr. 250570 proizvedenog u listopadu 1943. godine[2]

Tiger kao rezultat svoje prave namjene (probijanje obrane i pružanja vatrene potpore srednjim tenkovima tijekom tog proboja uništavajući neprijateljske tenkove) bio je izuzetno skup za proizvodnju. Prosječna cijena proizvodnje jednog modela iznosila je 250.800 RM. Za usporedbu, proizvodnja Panzera III Ausf. M je bila 103.163 RM, Panzera IV Ausf. G 115.962 RM i Panzera V Panthere 117.800 RM. No, konačna cijena jednog Tiger tenka bila je prema nekim procjenama još veća, približno 300.000 RM. Prema neslužbenim navodima cijena proizvodnje jednog primjerka Tigera procijenjena je na čak 800.000 RM i oko 300.000 radnih sati. Neke procjene su pokazale da je 6.000 ljudi trebalo cijeli tjedan marljivo raditi kako bi proizveli jedan primjerak.
Kao dodatna prednost, kada bi Tiger tenk bio oštećen, posada bi ga napustila i uništila kako ne bi došao u ruke neprijatelju. Posada se vratila u svoju postrojbu gdje je na uporabu dobila drugi tenk, što je pomoglo da posada dobiva više iskustva.
Još jedna činjenica koja je pomogla Tigeru je efekt pri kojem se neprijateljsko streljivo jednostavno smrskalo kada se pri velikoj brzini zabije u njegov oklop. Ovaj fenomen je bio izražen kod britanskih i američkih tenkova. No, problem nije bio u topu nego u nosu granate: nos američke protuoklopne granate se pokazao premekan. Kada bi projektil udario u oklop, jednostavno bi se spljoštio, zato što je tvrdoća oklopa bila veća od tvrdoće nosa projektila.
Jedan zapis njemačkih postrojbi navodi da su se tijekom izviđanja i ophodnje bojišta dva Tigera suočila s oko 20 sovjetskih tenkova, dok ih je nekoliko tenkova ih napalo s leđa. Tijekom bitke oklop i naoružanje Tigera je bilo nevjerojatno uspješno. Oba Tigera su 10 ili više puta (većinom iz topova od 76,2 mm) pogođeni na udaljenosti 500 do 1000 metara. Oklop je izdržao sve udarce, niti jedan projektil ga nije probio. Dok su protivničke granate zapinjale na oklopu tenkova, neometani zapovjednik, topnik i punitelj su odabirali mete, naciljali i pucali. Rezultat na kraju okršaja je bio da su dva Tigera uništila 10 ruskih tenkova u samo 15 minuta.
Prema svemu ovome, najveći protivnik Tiger I tenka je bio sovjetski teški tenk Josif Stalin s topom od 122 mm i jačim oklopom od onog na Tiger tenku. Spominje se kako je u prosjeku bilo potrebno pet M4 Sherman tenkova kako bi pobijedili jednog Tigera. Prema iskazima postrojbi koje su bile sastavljene posebno od Tiger tenkova, ta tvrdnja i nije toliko netočna, jer omjer pobijeđenih i izgubljenih tenkova naspram američkog M4 Shermana je 1 izgubljeni Tiger na 5,74 izgubljenih Shermana.

## Vatrena moć

### Top 88 mm KwK 36 L/56
Glavno naoružanje tenka činio je top kalibra 88 mm KwK 36 L/56. Taj top je bio izvedenica i prilagođena verzija slavnog i uspješnog njemačkog topa 88 mm Flak 36, koji je razvijen na temelju Flugzeugabwehrkanone Model 18 (Flak 18). U uporabi, ovaj top je bio poznat i pod neslužbenim nazivom "Acht-acht" (hrvatski: osam-osam), skraćenica koja je nastala od "Acht-komma-acht Zentimeter" (hrvatski: 8,8 centimetara). Prvi puta je upotrebljen u Španjolskom građanskom ratu, gdje je stekao reputaciju kao izvrstan protuzračni top i uništavač tenkova. Ova reputacija i dobar glas bit će potvrđeni tijekom njemačkog napada na Francusku 1940. godine, a još više će se dokazati u rukama njemačkog vojskovođe Erwina Rommela i njegovih postrojbi u Sjevernoj Africi. Top Flak 36 je u osnovi bio Flak 18 montiran u tri dijela, što je omogućilo promjenu dijela cijevi koji je pretrpio najviše trošenja tijekom ispucavanja granata s velikom početnom brzinom. Do vremena kada je Wehrmacht bio u teškim problemima u Sovjetskom Savezu, Flak 36 se pokazao kao jedini top u njemačkim postrojbama koji je mogao uništiti nove sovjetske tenkove T-34 i KV-2 na velikim udaljenostima.
Godine 1938. 88 mm Flak 18 je imao mogućnost otvaranje paljbe na ciljeve na zemlji, osobito na oklopna vozila i utvrđene bunkere. Probojni projektil koji je tada bio u uporabi bio je 88 mm Panzergranate koja je težila oko 9,5 kg s probojnom kapom i balističkom kapom sa 160 grama eksploziva. Brzina na izlasku iz cijevi bila je 810 m/s ispaljena iz L/56 cijevi Flak 18 i Flak 36/37 topa. Tijekom prvih mjeseci 1942. probojne sposobnosti su se povećale ulaskom Panzergranate 39 (skraćeno Pzgr. 39) u uporabu. Novi projektil težio je 10,2 kg s manje eksploziva, sada 59 grama. Brzina projektila pri izlasku iz cijevi iznosila je 800 m/s. Od početka rata, do 1942. Panzergranate su imale probojnost manju od 100 mm homogenog čeličnog oklopa koji je postavljen pod kutom od 30o. Probojni projektili koji su korišteni na topovima od 88 mm protiv KV i T-34 tenkova tijekom 1941. i dijelom 1942. su bili manje učinkoviti od projektila koje je ispaljivao tigerov top 88 mm KwK 36 L/56. Čak i kasniji projektili za Flakov top 88 mm s velikom eksplozivnom moći (projektil težio 9,54 kg) probio je od 8% do 23% manje nego projektil za top 88 mm KwK 35 L/56.

### Razvoj topa
U svibnju 1941. njemački glavni stožer je zatražio novi "Kampfwagen Kanone" (hrvatski: tenkovski top) za novi tenk. Novi top morao je probiti oklop debljine 140 mm na udaljenosti od 1.000 metara, bez navedenog ograničenja da top mora biti kalibra 88 mm. Ovaj tehnički opis je bio izravna posljedica Hitlerove naredbe od 26. svibnja 1941. da ako se iste probojne sposobnosti mogu postignuti na topovima manjeg kalibra od 88 mm, da bi manji top trebao imat prednost zbog uštede na težini i prostoru (više granata stane u borbeni komplet, kupola ne mora biti toliko velika i teška). Ista naredba kaže da odabrani kalibar cijevi mora biti dovoljan za napade na tenkove, mete na zemlji i bunkere. Ovo je rezultiralo da Rheinmetall dobije ugovor sredinom srpnja 1941. da projektira kupolu s topom koji će ispuniti te zahtjeve. Prvi top kojeg je projektirao Rheinmetall prema tim odredbama bio je 75 mm KwK L/60 koji je ispunio sve zahtjeve. Bio je u mogućnosti probiti 100 mm oklopa postavljenog pod kutom od 30o na udaljenosti od 1.400 metara.
Rheinmetall je uz ovaj top, kako bi osigurao probojne sposobnosti koje su zatražene, projektirao i duži top, 75 mm KwK 42 L/70, koji je trebao biti postavljen u novu kupolu, projektiranu zajedno s novim topom. Do 1. srpnja 1942. dugoročni planovi Hitlerovog Panzerprogramma II su odlučili da će na prvih 100 u seriji novih tenkova biti ugrađeni topovi 88 mm KwK 36 L/56 u Kruppove kupole. Od 101. tenka pa nadalje, u veljači 1943., proizvodnja je trebala biti prebačena na Rheinmetallovu kupolu s topom 75 mm KwK 42 L/70. Ovaj odličan top trebao je biti montiran na Panzera V Panther.
Na sastanku Panzerkomissiona 14. srpnja 1942. tema Tigerovog naoružanja je opet bila razmatrana i zaključeno je da je sposobnost proboja oklopa od 100 mm također postignuta s topom 88 mm KwK 36 L/56. Time 75 mm KwK 42 L/70 nije više bio potreban, a odbačena je i ideja topa 88 mm KwK L/71. Ova odluka je rezultirala da cijela proizvodnja Tiger tenka bude s kupolama u koje se ugrađuje top 88 mm KwK 36 L/56. Prelazak na top kalibra 88 mm utjecao je na razvoj boljih granata za taj kalibar veće probojne moći koja je postignuta smanjenjem eksploziva unutar granate i povećalo njenu težinu na 10,2 kilograma.
Iza odluke o ugradnji 88 mm KwK 36 L/56 kao glavnog topa za tenk umjesto Rheinmetallova 75 mm KwK 42 L/70 bila je činjenica da je u to vrijeme probojnost ovisila o omjeru debljine oklopa i promjeru granate (T/d). Tijekom Drugog svjetskog rata probojna granata (AP, nastalo od Armor Piercing) je bila vezana za svoju težinu kako bi uspjela probiti oklop (projektil za 88 mm KwK 36 L756 top APCBC je težio 10,2 kg, dok je projektil od 75 mm KwK 42 L/70 topa APCBC težio 6,8 kg). Teoretski, što je veća početna brzina projektila to će biti veća probojnost probojnog projektila. U teoriji i stvarnim borbama u Drugom svjetskom ratu važni su bili koeficijenti debljine oklopa i promjera projektila, što znači da što je veći promjer u odnosu na oklop koji treba probiti, šanse za proboj su veće. Ako promjer probojnog projektila premašuje debljinu oklopne ploče, kut pod kojim je postavljena ploča ne pomaže puno u zaštiti od proboja. Kao primjer, kada Tiger pogodi T-34, promjer topa od 88 mm premašuje 45 mm debeli oklop prednje ploče kod T-34 tenka za toliko da nema velike razlike u proboju zbog toga što je prednja ploča oklopa sovjetskog tenka postavljena pod okomitim kutom od 60o.
Prema svim tim činjenicama, top 88 mm KwK 36 L/56 je prema njemačkoj doktrini oklopnih snaga bio bolji izbor za teški tenk poput Tigera I. Njemačka vojna taktika kaže: 
"Teški tenk je u napadu uvijek prvi i njegov glavni cilj su neprijateljski tenkovi i protutenkovski topovi koji mogu biti uništeni samo uporabom topa većeg dometa i kalibrom projektila. Misija prvog vala napada je probiti se iza linije što je dublje moguće, dok drugi val širi proboj i nikad ne gubi korak za prvim valom, kako bi mu pružao potrebnu topničku potporu." 

### Preciznost i probojnost topa
Tigerova 13. Kompanie njemačkih tenkovskih jedinica je opisala performanse topa 88 mm KwK 36 L/56, kada se Tiger rabi protiv T-34 tenka: 
"Prvi hitac pogađa metu na udaljenosti od 800 do 1000 metara. Na ovoj udaljenosti, Panzer Granate (PzGr. 39) u potpunosti probija prednji oklop i uništava motor u stražnjem dijelu T-34 tenka. U 80% slučajeva paljba s iste udaljenosti udara u stražnji dio boka tijela tenka i rezultira eksplozijom spremnika benzina. Čak i na udaljenostima od 1500 metara i više, tijekom dobrog vremena moguće je uspješno probiti oklop T-34 tenka s minimalnim utroškom ispaljenih granata."
Mnoga izvješća kao ova također govore o superiornim karakteristikama topa 88 mm KwK 36 L/56.
Tigerov top je bio vrlo učinkovit s mogućnošću da prvi hitac ispali s udaljenosti veće od 1000 metara. Prema tim karakteristikama Tiger I je bio težak protivnik većine tenkova i protutenkovskih topova na uobičajenim borbenim udaljenostima (+/- 800 metara). Ujednačena vatrena moć s dobrim oklopom omogućila je da Tiger jednostavno dominira bojištem. Dana 21. srpnja 1943. general i zapovjednik III. tenkovskog korpusa je rekao kako na dosadašnjim borbenim iskustvima, Tiger I bi se trebao primarno upotrebljavati protiv neprijateljskih tenkova i protutenkovskog naoružanja. Kao sekundarnu zadaću je naveo da se samo u iznimnim slučajevima upotrebljava protiv pješaštva. Kao najveću prednost naveo je domet Tigerovog topa i njegov oklop, koji većina tenkova ne može probiti na većim borbenim udaljenostima.
|                | Pzgr. 39 | Pzgr. 40 | Gr. 39 HL |
| -------------- | -------- | -------- | --------- |
| Težina granate | 10,2 kg  | 7,3 kg   | 7,65 kg   |
| Početna brzina | 773 m/s  | 930 m/s  | 600 m/s   |
| Domet          |          |          |           |
| 100 m          | 120 mm   | 170 mm   | 90 mm     |
| 500 m          | 110 mm   | 155 mm   | 90 mm     |
| 1000 m         | 100 mm   | 138 mm   | 90 mm     |
| 1500 m         | 91 mm    | 122 mm   | 90 mm     |
| 2000 m         | 84 mm    | 110 mm   | 90 mm     |

- Naziv 88 mm KwK 36 L/56 označava: 88 mm - promjer topa; KwK - kratica od Kampfwagenkanone (hrv. protutenkovski top); 36 - godina projektiranja, 1936.; L/56 - oznaka da je duljina topa 56 puta veća od njegovog promjera.[2][3]

Tiger I je nosio borbeni komplet od 92 granate, ali poznato je su posade znale kršiti ograničenje noseći više granata od dopuštenog. Najčešće je 50 posto borbenog kompleta otpalo na probojne (APCBC) granate Panzergranate 39 i 50 posto visokoeksplozivnih (HE) Sprenggranaten. Nekoliko rijetkih primjeraka Panzergranate 40 se nosilo za borbu protiv najjačih sovjetskih tenkova. Visoko eksplozivna protutenkovska granata (HEAT) Gr. 39 HL (Hohlgranate) bila je mnogo manje učinkovita i manje razorna od "Panzergranate 39", ali se mogla nositi umjesto visokoeksplozivne "Sprenggranaten" granate i upotrijebiti protiv lakih oklopnih vozila i "mekih" ciljeva.
Tenk je do 1944. godine bio opremljen binokularom Turmzielfernröhr 9b montiranim paralelno i na istoj osi kao i glavni top. Turmzielfernröhr 9b je bio zglobni binokularni vizor s uvećanjem do 2,5 puta. Skala udaljenosti je bila označena na svakih 100 metara do maksimalnih 4000 metara.
Zapovjednik je određivao metu, tip granate i domet. Topnik je hvatao i pratio cilj te izvješćivao zapovjednika koji je davao naredbe. Za okretanje cijevi prema cilju bio je zadužen hidraulični motor koji je okretao kupolu. Motor je mogao okrenuti kupolu za 360o u 60 sekundi. Namještavanjem mete na točke trokuta omogućavalo je topniku da procijeni udaljenost cilja. Tigerov top je davao projektilu vrlo veliku početnu brzinu što je bilo važnije od same probojne snage. S većom probojnom snagom i većom početnom brzinom procjena dometa nije trebala biti toliko točna, tako da je topnik mogao pogriješiti za 200 metara i pogoditi metu, jer je pogreška u visini pada projektila bila manja od jednog metra. To je bila premala pogreška da bi se promašio tenk visine gotovo 3 metra.
Od travnja 1944. monokular Turmzielfernröhr 9c je zamijenio binokular Turmzielfernröhr 9b. Novi vizor omogućio je topniku da odabere dva uvećanja, 2,5 ili 5 puta. Manje uvećanje je pružalo bolji pregled bojišta i okoline mete, dok veće uvećanje omogućavalo precizno ciljanje na velikim udaljenostima. Skala udaljenosti je bila napravljena isto kao i na Turmzielfernröhr 9b vizoru, označeno je za svakih 100 metara, sve do 3000 metara za APCR granatu, 4000 metara za APCBC i do 6000 metara za HE granatu. Kada bi Tiger otvarao paljbu na ciljeve u pokretu, obično bi se prvi hitac ispalio na udaljenosti od 1200 pa do 2000 metara.

## Pokretljivost
Mnogo se govorilo o Tigerovoj pokretljivosti u smislu da je se on jedva kreće, ali to baš i nije sasvim točno. Tiger I je za svoju težinu i veličinu imao sasvim dobre manevarske sposobnosti koje su čak na blatnom terenu bile superiornije tenku M4 Sherman jer je Tiger pravio manji pritisak na tlo. Niski pritisak su omogućile gusjenice širine 755 mm s kojima je pritisak na tlo bio 1,05 kg/cm2. Gusjenice širine 755 mm su se koristile u borbenom djelovanju, ali svaki Tiger je imao još jedne uže gusjenice, širine 520 mm koje su služile za prijevoz.
Tigerov motor je projektirao Maybach-Motorenbau GmbH. Maybach je u to vrijeme proizvodio motore za sve njemačke srednje i teške tenkove. U prvih 250 tenkova Tiger I je bio ugrađen V-12 vodom hlađeni benzinski motor Maybach HL 210 P45 kapaciteta 21,33 litre i izlazne snage 650 KS pri 3000 okretaja u minuti. Motor je ugrađen u zatvoreni odjeljak na kraju tenka. Motor nije mogao pouzdano raditi pri maksimalnoj snazi na 3000 okretaja u minuti zbog transmisije Maybach OG 40 12 16A, s 8 brzina za naprijed i 4 natrag, koja je bila sklona kvarovima ako se nije redovito servisirala. Težina Tigera (borbena masa iznosi 57 tona) bila je prevelika za tadašnje transmisije njemačke proizvodnje. Zbog toga se mnogo Tiger I tenkova kvarilo te su bili uništeni. Preporuka je bila da vozač ne smije premašiti 2600 okretaja u minuti.
U sve Tigere poslije svibnja 1943. ugrađen je motor Maybach HK 230 P45 s dva zračna filtra i poboljšanom transmisijom. Novi motor, također benzinski V-12 i vodom hlađeni, bili su zapremnine 23,88 litara i najveće snage od 700 KS pri 3000 okretaja. Ovom nadogradnjom sposobnosti Tiger I tenka su postale prihvatljive za normalnu uporabu, ali transmisija se i dalje kvarila.
Tiger I je kao i svi ostali njemački tenkovi mogao pokretati gusjenice u različitim smjerovima u isto vrijeme, tako da se mogao cijeli okrenuti oko svoje osi na udaljenosti od 3,44 metra. Ova mogućnost se rabila kao iznenađenje protivnicima. Rezultat svih ovih činjenica je da Tiger I ustvari uopće nije bio spor. Brzina Panzer IV tenka po dobrom putu je bila 40 km/h, a po terenu 20 km/h. Panzer III je imao brzinu po dobrom putu 40 km/h, a po terenu 18 km/h. Brzina tenka Tiger I po dobrom putu bila je 38 km/h, a po terenu 20 km/h. Jedini njemački tenk koji je bio brži od Tigera je Panther, brzinom po dobrom putu 46 km/h, a po terenu 24 km/h. No, Panther nije bio ništa pouzdaniji od Tigera.
Izvješće od "Tiger divizije 506" datuma 15. siječnja 1944. kaže: 
"Tijekom dužih operacija, koje su trajale više od 12 dana, vremena za pregled i servis tenkova Tiger je bilo premalo stoga su gubitci su bili vrlo veliki. Dana 2. siječnja 1944. divizija je otišla u akciju s 13 tenkova. Do popodneva 14. siječnja niti jedan jedini Tiger nije bio uporabljiv. Zadnja dva Tigera su odvozila udaljenost od otprilike 340 kilometara. Bez ikakvog pregleda i servisa, većina ih je mogla odvoziti oko 250 kilometara."

Međutim, bilo je i drugih problema. Tiger I kao superiorno oružje na bojištu je bio stalno premještan s jedne točke bojišta na drugu ili čak s jednog fronta na drugi. Duga putovanja izazivala su mehaničke probleme i Tiger je trošio previše vrijednog benzina (Tiger je imao maksimalan domet od 195 km upotrijebivši 540 litara benzina), pa se zbog toga kao najbolja metoda prijevoza rabila željeznica. Kako je rat tekao, njemačka željeznička mreža je bila sve više i više ometana sve učestalijim savezničkim bombardiranjima. Takvi napadi su ograničili prijevoz Tigera željeznicom. Prijevoz željeznicom nosio je sa sobom mnoge probleme, zato što su trebala biti posebna vozila za prijevoz, a standardne gusjenice tenka su bile preširoke za željeznički prijevoz. Zbog toga su uz borbene postojale i uže gusjenice koje su se rabile za cestovni i željeznički prijevoz. Ovako težak prijevoz i manjak sposobne posade koja bi upravljala tenkom je samo još više smanjio Tigerovu borbenu dostupnost. Tiger jedinice su imale teške logističke probleme zato što su morale raspolagati s dva seta gusjenica za svaki tenk.
Tiger I je imao dobru upravljivost, ali slabu operativnu pokretljivost. Bio je sklon kvarovima na transmisiji ako nije pregledan i servisiran u određenim vremenskim intervalima. Velika potreba za servisiranjem kako bi se Tiger održao u upotrebljivom stanju bila je njegov najveći problem i obično je rezultirala niskom dostupnošću na bojištu (osobito nakon dugih borbi). Kvar na tenku tolike težine je otežavao popravak pokvarenih tenkova. Zbog toga je Tiger imao vrlo mali radijus djelovanja, a Saveznici su tu činjenicu dobro iskorištavali.
Mehanički problemi i jako savezničko zrakoplovstvo su bili glavni uzroci uništenja Tigera osobito na Zapadnom frontu. Na Istočnom frontu glavni razlog uništenja Tigera su bili problemi s transmisijom (posada bi uništila i napustila tenk ako popravak nije bio moguć), sovjetski zračni napadi i brojno moćniji neprijatelj.

## Ratno djelovanje
Vatreno krštenje ovaj je tenk imao u kolovozu 1942. godine kod Lenjingrada kada doživljava debakl zbog mehaničkih kvarova nastalih zbog potpunog izostanka testiranja. Puno je više uspjeha imao na zapadnom bojištu tijekom bitke za Tunis početkom 1943. godine kada izaziva užas među Amerikancima i Britancima. Izvještaji Saveznika govore o potpunoj nemoći savezničkih tenkova prema Tigeru. Bilo je potrebno 5 Shermana koji su morali u širini napasti Tigera kako bi jedan od njih došao dovoljno blizu i uništio ga. Iz takvih napada u najboljem se slučaju vraćao samo jedan Sherman.
Na istočnom bojištu ostao je zapisan događaj u kojem je jedan Tiger napao pedesetak tenkova T-34 i uništio ih više od dvadeset, vrativši se u bazu nakon što je ispucao streljivo. Crvena armija je smatrala da Tigera ponekad može uništiti T-34 (ovisno o tome u koji ga dio pogodi) pucajući iz najveće blizine. Crvena armija nije htjela koristiti zarobljene primjerke ovoga tenka zbog njegovih stalnih mehaničkih problema.

## Prenamjene

### Ferdinand/Elefant
Panzerjäger Tiger (P) „Elefant“ je bio teški lovac tenkova njemačke vojske u Drugom svjetskom ratu. Prvotno je nazvan Ferdinand (po projektantu Ferdinand Porscheu), ali je kasnije preimenovan u Elefant (slon). Teški lovac je napravljen na 90 šasija tenka Tiger I koje je napravio Porsche za slučaj sporne proizvodnje Henschelove inačice. Odlučeno je da se na stražnji dio tenka ugradi fiksna kupola s poboljšanim topom od 88 mm PaK 43/2 L/71, a debljina prednjeg oklopa povećana je sa 100 na 200 mm.
Na prvi proizvedenim inačicama napravljen je banalni propust i nije ugrađena standardna strojnica 7,9 mm za zaštitu od pješaštva. Taj propust se pokazao kobnim u bitci kod Kurska gdje je sovjetsko pješaštvo s lakoćom prilazilo vozilu i uništavalo ga molotovljevim koktelima i drugim priručnim sredstvima. U očajnoj samoobrani posade su čak pucale strojnicom kroz cijev topa.
O učinkovosti protiv neprijateljskog oklopa najbolje govori podatak da je jedna bojna za vrijeme bitke kod Kurska uništila 320 sovjetskih tenkova uz gubitak 13 Elefanta. Puno više Elefanta je izgubljeno zbog mehaničkih kvarova, a nekoliko se čak i zapalilo zbog curenja goriva. Elefant je bio relativno dobro obrambeno oružje jer je mogao djelovati na velikom dometu, ali njegov problem je bio ugrađen preslab motor za svoju težinu i nemogućnost okretanja kupole.

### Sturmtiger
Sturmtiger je zajednički naziv za njemačke samohodne haubice napravljene na tijelu tenka Panzer VI Tiger I naoružanih s velikim mornaričkim lanserom/haubicom Raketen-Werfer RW61 L/5,4 kalibra 380 mm. Ispaljivao je visokoeksplozivne raketne projektile dometa 4600 do 6000 metara. Primarna zadaća ovog vozila bila je teška paljbena potpora pješačkim postrojbama u urbanim borbama. Napravljeno je samo 18 ovih jurišnih topova na šasijama oštećenih Tigera. Potreba za ovakvim oružjem se pojavila nakon stravičnih gubitaka njemačkog pješaštva u Staljingradu gdje tadašnji njemački tenkovi i jurišni topovi nisu bili u stanju pružiti dovoljno jaku vatrenu podršku koja bi neutralizirali sovjetska uporišta. Oklop je povećan na 150 mm, a masa vozila se popela na 68 tona. S obzirom na to da u trenutku njihovog ulaska u uporabu njemačka vojska bila u defanzivi, nisu imali previše akcije na bojištu. Dva su sudjelovala u gušenju Varšavskog ustanka, sedam u Bitci u Ardenima i nekoliko kod Bitke u Reichswaldu. Vozila su poznata i pod imenima Tiger-Mörser, Sturmmörser Tiger i Sturmpanzer VI.

### Bergetiger
Bergetiger je pokušaj prenamjene tenka Tiger I u teško oklopno vozilo koje bi moglo izvući drugog oštećenog Tigera. Vozilo je napravljeno na šasiji Tigera I na čijoj je kupoli umjesto topa postavljena oprema za izvlačenje.

## Očuvani primjerci

### Tiger 131
Tijekom borbi u Tunisu britanci su 21. travnja 1943. zarobili jedan tenk s brojem na kupoli 131. Granata ispaljena iz Churchilla je pogodila cijev topa i odbila se u prsten kupole koja se zaglavila, a pritom je ranjen i zapovjednik tenka. Posada je pobjegla iz tenka. Nakon popravka, tenk je poslan u Englesku na daljnje proučavanje. Bio je to prvi Tiger kojeg su zarobili zapadni Saveznici.
Zarobljeni tenk je službeno predan muzeju tenkova Bovington 25. rujna 1951. godine. U lipnju 1990., tenk je uklonjen iz izložbenog prostora zbog restauracije. Ugrađen je Maybachov HL230 motor iz muzejskog Tigera II. U prosincu 2003. tenk je vraćen u muzej, potpuno restauriran i u voznom stanju.
- Tiger 131 izložen u muzeju Bovington, Ujedinjeno Kraljevstvo
- Tiger izložen na otvorenom, pogled sprijeda
- Tiger izložen na otvorenom, pogled straga

### Ostali
Zbog relativno malog broja proizvedenih primjeraka (nešto više od 1300) tijekom Drugog svjetskog rata, vrlo malo ih je ostalo nakon rata. Mnogo većih dijelova je spašeno tijekom godina, ali pronalazak cijelog vozila bila je rijetkost. Uz Tigera 131 koji je jedini funkcionalni primjerak, sačuvano je još šest tenkova.
- Musée des Blindés u Saumuru, Francuska. U dobrom je stanju i izložen je u zatvorenom prostoru muzeja. Ima uže gusjenice koje su služile za transport željeznicom.
- Vimoutiers u Normandiji, Francuska. Postavljen je kao spomenik na otvorenom te je zbog vanjskog utjecaja u lošem stanju.
- Muzej tenkova Kubinka kraj Moskve, Rusija. U dobrom je stanju i izložen je u zatvorenom prostoru muzeja.
- Vojno-povijesni muzej Lenino-Snegiri, Rusija. Izložen na otvorenom i u vrlo lošem stanju. U prošlosti je bio testna meta Crvene armije.
- United States Army Armor & Cavalry Museum u Georgiji, SAD. Oznake Tiger 712, u dobrom je stanju. Lijeva strana tijela i kupole je odrezana kasnih 1940-ih za prikaz unutrašnjosti i edukatvine svrhe.
- Panzer Museum, Münster, Njemačka.[9] Tenk je rekonstruiran u Njemačkoj s dijelovima nađenim u Normandiji (Francuska) i Kurlandu (Latvija).

- Musée des Blindés, Francuska
- Vimoutiers, Francuska
- Muzej tenkova Kubinka, Rusija
- Vojno-povijesni muzej Lenino-Snegiri, Rusija

### Slični tenkovi na suprotnoj strani
- JS-1 i JS-2 - sovjetski suparnici
- M26 Pershing - američki suparnik
- Churchill - britanski tenk slične debljine oklopa, ali slabije vatrene moći

### Zajednički poslužitelj
|  | Zajednički poslužitelj ima stranicu o temi Panzerkampfwagen VI    |
|  | Zajednički poslužitelj ima još gradiva o temi Panzerkampfwagen VI |

## Vanjske poveznice
- (en) Edukativni video u profesionalnoj produkciji i visokoj rezoluciji dostupan na servisu Youtube u 5 dijelova u kojima je opisan Tiger I i prikazan restauriran Tiger 131 izvana i iznutra: prvi dio (5:30 min), drugi dio (8:32 min), treći dio (6:16 min), četvrti dio (7:13 min), peti dio (9:42 min)
- (en) Panzer VI Tiger na achtungpanzer.com  Arhivirana inačica izvorne stranice od 3. srpnja 2009. (Wayback Machine)
- (en) Tiger Battalions in WW2 - uvod
- (en) Tiger Battalions in WW2
- (en) Borbena uporaba Tiger I tenka